# Haumaniastrum
Haumaniastrum es un género con 55 especies de plantas con flores perteneciente a la familia Lamiaceae. Es originario de las regiones tropicales del sur de África y Madagascar.

## Taxonomía
El género fue descrito por J.Duvign. & Plancke  y publicado en Biologisch Jaarboek 27: 222. 1959. La especie tipo es: Haumaniastrum polyneurum (S. Moore) J. Duvign. & Plancke. 

## Especies
| - Haumaniastrum abyssinicum - Haumaniastrum alboviride - Haumaniastrum bianense - Haumaniastrum buddleoides - Haumaniastrum buettneri - Haumaniastrum callianthum - Haumaniastrum caeruleum - Haumaniastrum chartaceum - Haumaniastrum cordigerum - Haumaniastrum coriaceum - Haumaniastrum coeruleum - Haumaniastrum cubanquense - Haumaniastrum cylindraceum - Haumaniastrum derriksianum - Haumaniastrum desenfansii - Haumaniastrum dilunguense - Haumaniastrum dissitifolium - Haumaniastrum galeopsifolium - Haumaniastrum glabrifolium - Haumaniastrum glaucescens - Haumaniastrum goetzei - Haumaniastrum gracile - Haumaniastrum graminifolium - Haumaniastrum homblei - Haumaniastrum kaessneri - Haumaniastrum katangense - Haumaniastrum kundelungense - Haumaniastrum lantanoides | - Haumaniastrum latifolium - Haumaniastrum lilacinum - Haumaniastrum linearifolium - Haumaniastrum membranaceum - Haumaniastrum minor - Haumaniastrum monocephalum - Haumaniastrum morumbense - Haumaniastrum nyassicum - Haumaniastrum paniculatum - Haumaniastrum polyneurum - Haumaniastrum praealtum - Haumaniastrum prealtum - Haumaniastrum quarrei - Haumaniastrum robertii - Haumaniastrum rosulatum - Haumaniastrum rupestre - Haumaniastrum semilignosum - Haumaniastrum sericeum - Haumaniastrum speciosum - Haumaniastrum stanneum - Haumaniastrum suberosum - Haumaniastrum timpermanii - Haumaniastrum triramosum - Haumaniastrum uluguricum - Haumaniastrum uniflorum - Haumaniastrum vandenbrandei - Haumaniastrum venosum - Haumaniastrum villosum |